# Dendrokingstonia
Dendrokingstonia is een geslacht uit de familie Annonaceae. De soorten komen voor in West-Maleisië.

## Soorten
- Dendrokingstonia acuminata (Miq.) Chaowasku
- Dendrokingstonia gardneri Chaowasku
- Dendrokingstonia nervosa (Hook.f. & Thomson) Rauschert